# Région Momase
La région Momase est une division administrative de la Papouasie-Nouvelle-Guinée. Elle se compose des provinces de la partie septentrionale de la Nouvelle-Guinée et de quelques autres îles :
- Sepik oriental
- Madang
- Morobe
- Sandaun (ou Sepik occidental)

Le nom de cette région est un mot-valise récemment créé pour abréger Morobe, Madang et Sepik.